# Zicartola
O Zicartola (acrônimo de Zica e Cartola) foi um restaurante aberto na cidade do Rio de Janeiro pelo compositor e sambista Angenor de Oliveira, o Cartola, e sua mulher Euzébia Silva do Nascimento, a Dona Zica. Foi ponto de encontro de sambistas de destaque na cultura brasileira, como Elton Medeiros, Hermínio Bello de Carvalho, Nelson Cavaquinho, Zé Ketti, Ismael Silva e Aracy de Almeida, bem como de grandes nomes da bossa nova como Carlos Lyra e Nara Leão. Também foi palco do lançamento de Paulinho da Viola.

## História

Clara Nunes no Zicartola, 1971.

O talento gastronômico de Dona Zica, foi decisivo na alavancada obtida na vida do casal, pois,  conforme um depoimento seu registrado na biografia de Cartola,ela cita que na década de 1960, foi comandar um vatapá, na casa de Benjamin Eurico Cruz, e fez um contato do qual viria a surgir embrião do que em outro endereço viria a ser o futuro Zicartola, na Associação das Escolas de Samba, ainda na Rua dos Andradas, 81.
O Zicartola (razão social "Refeição Caseira Ltda.") foi criado em 5 de setembro de 1963 quando seu primeiro contrato foi assinado pelos sócios Eugênio Agostini Netto, seus primos Renato e Fábio Agostini Xavier e Dona Zica. O estabelecimento funcionava no segundo nível de um sobrado de três andares localizado na Rua da Carioca, número 53, onde também moravam, no terceiro pavimento, Cartola e Zica. A criação de um restaurante era um sonho antigo de Dona Zica, que admitia possuir vocação para a cozinha.
Em seus primeiros meses, o Zicartola apenas servia refeições. Ao fim da tarde, sambistas encerravam o dia de trabalho ao som de batucadas. Com o crescimento das escolas de samba na década de 1960, os antigos compositores, que perderam espaço com este fenômeno, passaram a buscar refúgio no restaurante. Entre eles, Zé Keti era o mais entusiasmado: além de divulgar a casa a diversas rádios e jornais, o cantor e compositor teve a ideia de aproveitar a reunião de sambistas no local para realizar noitadas de samba. As apresentações no Zicartola ocorreram nas noites de quarta e sexta-feira.
Zé Keti e o poeta Hermínio Bello de Carvalho criaram no Zicartola a "Ordem do Cartola Dourada", um reconhecimento aos grandes nomes da música brasileira. Os homenageados tinham seus rostos representados em quadros colocados nas paredes do restaurante. Tom Jobim, Dorival Caymmi, Elizeth Cardoso e Ciro Monteiro foram algumas dessas personalidades. A inauguração do Zicartola ocorreu quando o local já era conhecido e sua festa de lançamento foi um sucesso.
O compositor Paulinho da Viola, na época desconhecido, foi revelado no restaurante. A convite de Hermínio Bello de Carvalho, o então bancário Paulo César Batista de Faria foi levado ao Zicartola, onde fez parte do conjunto que acompanhava os cantores que lá se apresentavam. Com seu sucesso, o jornalista Sérgio Cabral, também frequentador da casa, escreveu sobre Paulo César em sua coluna no Jornal do Brasil. O apelido "Paulinho da Viola" foi dado pelo jornalista, que definiu que "Paulo César" não era nome de sambista.
Com o início do regime militar no Brasil, em 1964, o Zicartola foi local de reuniões entre pessoas contrárias ao regime. O sobrado foi palco de lançamentos de livros de autores como Viriato Corrêa e discursos contra os militares. Além disso, também havia a defesa cultural da música brasileira, que, segundo os que lá se reuniam, estava ameaçada pela canção estrangeira, sobretudo a americana.
20 meses após sua abertura, o Zicartola foi fechado em maio de 1965 por problemas administrativos. Eugênio Agostini e seus primos saíram da sociedade, deixando todas as suas quotas para Dona Zica. Por não saber administrar o empreendimento, o casal passou o sobrado para Jackson do Pandeiro, que tentou fazer um restaurante parecido, com a diferença de que ofereceria forró e comida nordestina, mas não obteve sucesso. O local foi fechado em pouco tempo.
Em 2011, o restaurante foi lembrado no desfile da escola de samba Estação Primeira de Mangueira, que homenageou o compositor Nelson Cavaquinho no carnaval do Rio de Janeiro. Além de ser citado na letra do samba-enredo da escola, o Zicartola também foi representado em um carro alegórico.